# Obiekty sakralne w Legnicy
Obiekty sakralne w Legnicy – artykuł zawiera listę obiektów sakralnych na terenie Legnicy.
Na terenie Legnicy zlokalizowanych jest kilkadziesiąt świątyń różnych wyznań, w tym 14 kościołów katolickich, jeden greckokatolicki, jedna świątynia prawosławna, pięć protestanckich, dwa kompleksy Sal Królestwa Świadków Jehowy oraz jeden judaistyczny Dom Modlitwy. Do najstarszych z nich należą XIV-wieczne Katedra Świętych Apostołów Piotra i Pawła oraz Kościół Marii Panny.

## Świątynie katolickie

### Obrządek łaciński
| Nazwa                                     | Zdjęcie                 | Funkcja                 | Adres                                 | Parafia                           | Okres powstania         | Źródło                  |
| Dekanat Legnica Katedra                   | Dekanat Legnica Katedra | Dekanat Legnica Katedra | Dekanat Legnica Katedra               | Dekanat Legnica Katedra           | Dekanat Legnica Katedra | Dekanat Legnica Katedra |
| ----------------------------------------- | ----------------------- | ----------------------- | ------------------------------------- | --------------------------------- | ----------------------- | ----------------------- |
| Katedra Świętych Apostołów Piotra i Pawła |                         | parafialny              | ul. św. Piotra 2a                     | Świętych Apostołów Piotra i Pawła | 1333-1380               | [ 1 ]                   |
| Kościół św. Jacka                         |                         | parafialny              | ul. Nadbrzeżna 3                      | św. Jacka                         | 1904-1908               | [ 2 ]                   |
| Kościół św. Jana Chrzciciela              |                         | parafialny              | ul. Ojców Zbigniewa i Michała 1       | św. Jana Chrzciciela              | 1720                    | [ 3 ]                   |
| Kościół św. Józefa - Opiekuna Zbawiciela  |                         | parafialny              | ul. ks. B. Gładysza 24                | św. Józefa - Opiekuna Zbawiciela  | 1994-2009               | [ 4 ]                   |
| Kościół Świętej Rodziny                   |                         | parafialny              | ul. Słubicka 9                        | Świętej Rodziny                   | 1994-2008               | [ 5 ]                   |
| Dekanat Legnica-Wschód                    |                         |                         |                                       |                                   |                         |                         |
| Kościół Matki Bożej Królowej Polski       |                         | parafialny              | Plac Kardynała Stefana Wyszyńskiego 1 | Matki Bożej Królowej Polski       | 1985-1997               | [ 6 ]                   |
| Kościół Najświętszego Serca Pana Jezusa   |                         | parafialny              | ul. Sikorskiego 1                     | Najświętszego Serca Pana Jezusa   |                         | [ 7 ]                   |
| Kościół Podwyższenia Krzyża Świętego      |                         | parafialny              | ul. Sikorskiego 12                    | Podwyższenia Krzyża Świętego      |                         | [ 8 ]                   |
| Kościół św. Joachima i Anny               |                         | parafialny              | al. Rzeczypospolitej 135              | św. Joachima i Anny               | 1995-1999               | [ 9 ]                   |
| Kościół św. Wojciecha                     |                         | parafialny              | ul. Radosna 21                        | św. Wojciecha                     | 1997                    | [ 10 ]                  |
| Kościół św. Trójcy                        |                         | parafialny              | ul. II armii Wojska Polskiego 33      | Świętej Trójcy                    | 1902-1908               | [ 11 ]                  |
| Dekanat Legnica-Zachód                    |                         |                         |                                       |                                   |                         |                         |
| Kościół Matki Bożej Częstochowskiej       |                         | parafialny              | ul. Tulipanowa 1a                     | Matki Bożej Częstochowskiej       | 2008-                   | [ 12 ]                  |
| Kościół św. Jadwigi Śląskiej              |                         | parafialny              | ul. Grabskiego 15                     | św. Jadwigi Śląskiej              |                         | [ 13 ]                  |
| Kościół św. Tadeusza Apostoła             |                         | parafialny              | ul. Artyleryjska 38                   | św. Tadeusza Apostoła             | 2002                    | [ 14 ]                  |

### Obrządek bizantyjsko-ukraiński
| Świątynia                                  | Zdjęcie | Adres              | Parafia                            | Okres powstania | Źródło |
| ------------------------------------------ | ------- | ------------------ | ---------------------------------- | --------------- | ------ |
| Cerkiew Zaśnięcia Najświętszej Maryi Panny |         | ul. Wrocławska 180 | Zaśnięcia Najświętszej Maryi Panny | 2000-2007       | [ 15 ] |

## Świątynie prawosławne
| Świątynia                          | Zdjęcie | Adres              | Parafia                            | Okres powstania | Źródło |
| ---------------------------------- | ------- | ------------------ | ---------------------------------- | --------------- | ------ |
| Cerkiew Zmartwychwstania Pańskiego |         | ul. Zofii Kossak 9 | Parafia Zmartwychwstania Pańskiego | 1833            | [ 16 ] |

## Świątynie protestanckie
| Świątynia                                         | Wyznanie                                  | Zdjęcie | Adres                    | Okres powstania | Źródło |
| ------------------------------------------------- | ----------------------------------------- | ------- | ------------------------ | --------------- | ------ |
| Kościół Marii Panny                               | Kościół Ewangelicko-Augsburski            |         | ul. Czarnieckiego 18/2   | 1362-1386       | [ 17 ] |
| Zbór Kościoła Zielonoświątkowego „Anastasis”      | Kościół Zielonoświątkowy                  |         | ul. Henryka Pobożnego 7a |                 | [ 18 ] |
| Zbór Chrześcijańskiej Wspólnoty Zielonoświątkowej | Chrześcijańska Wspólnota Zielonoświątkowa |         | ul. Sudecka 3            | 1993            | [ 19 ] |
| Zbór Kościoła Ewangelicko-Metodystycznego         | Kościół Ewangelicko-Metodystyczny         |         |                          |                 | [ 20 ] |
| Zbór Kościoła Bożego w Chrystusie „Anastasis”     | Kościół Boży w Chrystusie                 |         | ul. Witelona 4           |                 | [ 21 ] |

## Świadkowie Jehowy
| Obiekt         | Zbory                                                                                           | Adres                     | Źródło |
| -------------- | ----------------------------------------------------------------------------------------------- | ------------------------- | ------ |
| Sala Królestwa | Legnica-Zachód, Legnica-Centrum, Legnica-Północ, Legnica-Południe (w tym grupa języka migowego) | ul. Maksymiliana Kolbe 24 | [ 22 ] |
| Sala Królestwa | Legnica-Wschód, Legnica-Nadbrzeże, Legnica-Piekary, Legnica-Ukraiński                           | ul. Koskowicka 55         | [ 22 ] |

## Świątynie judaistyczne
| Świątynia                                           | Zdjęcie | Adres             | Okres powstania | Źródło |
| --------------------------------------------------- | ------- | ----------------- | --------------- | ------ |
| Dom Modlitwy Żydowskiej Gminy Wyznaniowej w Legnicy |         | ul. Chojnowska 12 |                 | [ 23 ] |